# Денигомоду
Денигомоду (англ. Denigomodu) — крупнейший по населению округ (единица административного деления) Науру, островной республики в Океании, расположенная в южной части Тихого океана.

## Описание
Округ Денигомоду расположен в западной части острова, граничит с районами Нибок, Буада и Айво; занимает площадь 1,18 км², население 2 827 человек (2007).
Входит в состав избирательного округа Убенид вместе с районами Баити, Нибок и Уабо. Депутаты округа Дэвид Аданг, Валдон Довийого, Фредерик Питчер, Фабиан Рибоу.

## Население
Первоначально район был округом, состоящим из 18 отдельных поселений: Яранемат, Аиоэ, Анаподу, Анатип, Анеров, Анибаво, Ариен, Атумурумур, Боуага, Бутимангум, Бватерарангранг, Бвериги, Эатенено, Ибуге, Имвитара, Руа, Руебе и Янгор. В 1968 году было решено использовать термин Арижежен в качестве общего географического названия для всех деревень в связи с их увеличением и объединением.
Местное население Денигомоду составляет 283 жителей (двенадцатый из четырнадцати населённых пунктов по площади) с плотностью населения 239,8 человек на км². Эта цифра не учитывает жителей района рабочих-иммигрантов (2230 жителей в 2002 году), расположенных в рабочем посёлке между районами Денигомоду и Айво и рассматривалась в переписи науруанского отделения как отдельная единица.

## Инфраструктура
В округе расположен рабочий посёлок Науруанской фосфатной корпорации для иностранных работников, занимающихся добычей фосфоритов, госпиталь государственной фосфатной компании, общая больница, сооружения компании, часть железнодорожной линии острова, торговый центр, стадион «Дениг», кладбище, метеостанция (ARCS-2) программы «Американское измерение атмосферной радиации 2», пункт обследования атмосферной радиации в США.